# 無政府主義和尼采
无政府主义和弗里德里希·尼采的关系历来并不清晰。即使尼采批评无政府主义，他的思想仍被证明影响了很多无政府主义思想家。“尼采的许多特质吸引着无政府主义者：他对国家的厌恶、他对不理智的社会羊群行为的不信任、他的《反基督》、他对市场和国家对文化生产的影响的质疑、他对超人的渴望 ——一种既不是主人也不是奴隶的新人类。”

## 概述

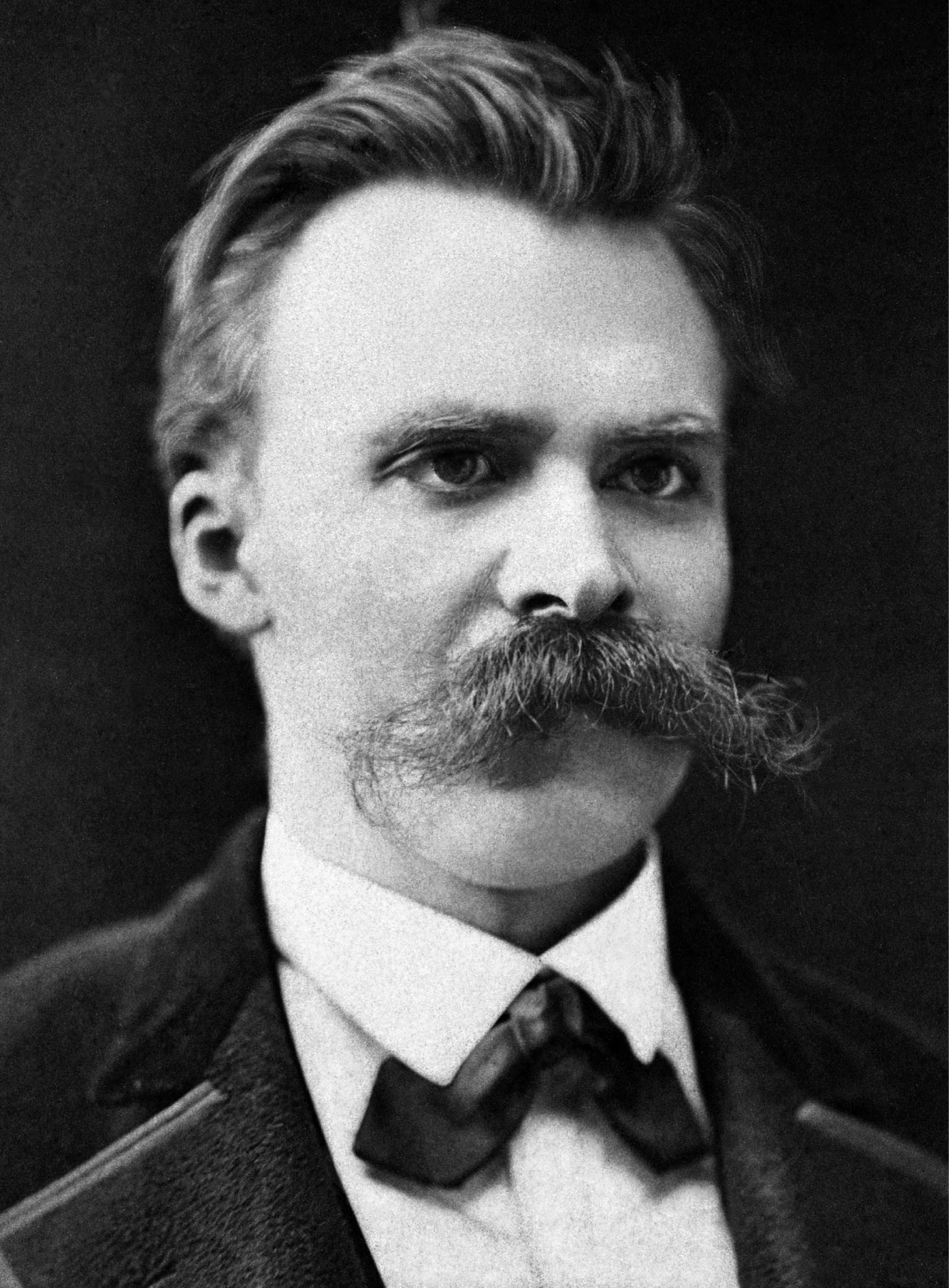
弗里德里希·尼采

尽管反对无政府主义，在19世纪，尼采仍然时常被与无政府主义运动联系在一起。这可能是因为这一时期其思想与麦克斯·施蒂纳的广为人知的联系。
斯宾塞·桑希（Spencer Sunshine）写道：“有许多事情将无政府主义者吸引向尼采：他对国家的厌恶、他对不理智的社会羊群行为的不信任、他的《反基督》、他对市场和国家对文化生产的影响的质疑、他对超人的渴望 ——一种既不是主人也不是奴隶的新人类；作为一个艺术家，他对狂欢和创造的自我的赞美，他对从虚无中“自我创生”一个新世界说‘是’。他推动作为改变的根源的‘重估一切价值’，正与马克思主义者的阶级斗争观念和线性历史的辩证法形成截然对比。”
桑希认为：“这个列表并不局限于以文化为导向（culturally-oriented）的无政府主义者，例如埃玛·戈尔德曼，她曾多次做过有关尼采的讲座，并在名义上将之尊为无政府主义者。尊崇尼采的无政府主义者也包括1930年代西班牙的全国工人联盟和伊比利亚无政府主义联盟（CNT-FAI）的成员，例如萨尔瓦多·塞古；以及无政府女性主义者费德丽卡·蒙特瑟尼（Federica Montseny）；无政府工团主义激进分子，如鲁道夫·拉克（Rudolf Rocker）；甚至青年默里·布克钦，他曾举出尼采的“重估一切价值”的口号支持西班牙无政府主义运动。”此外，在欧洲无政府主义圈子中，他的影响也显现在思想家、行动者身上，诸如埃米尔·阿尔芒、伦佐·纳威托（Renzo Novatore）等人。同样在后左翼无政府主义里（post-left anarchy）尼采也出现在了加缪、哈基姆·贝（Hakim Bey）、米歇·翁福雷（Michel Onfray）和伍尔斐·兰德斯彻（Wolfi Landstreicher）等人的思想中。

## 麦克斯·施蒂纳与尼采
麦克斯·施蒂纳是黑格尔主义哲学家。“作为个人无政府主义最早也最知名的支持者，他的名字时常出现在有关无政府主义思想史的调查中。”在1844年，他的《唯一者及其所有物》（德文：Der Einzige and sein Eigentum）一书出版，被认为是“个人无政府主义传统的奠基性文本”。

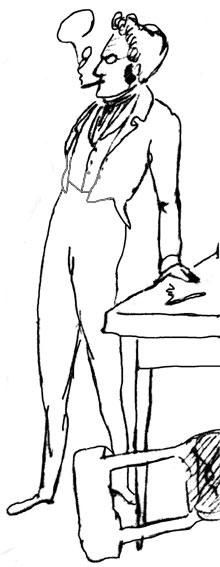
麦克斯·施蒂纳的漫画，为弗里德里希·恩格斯（1820-1895）所画

麦克斯·施蒂纳和尼采的思想常被人比较。许多作家都讨论过他们写作中显然的相似性，并引发了前者对后者影响的问题。可以确定，尼采读过有关施蒂纳的《唯一者及其所有物》的内容。这些内容在弗里德里希·艾伯特·朗格的《唯物主义之历史》（History of Materialism）和爱德华·封·哈特曼（Eduard von Hartmann）的《无意识的历史》（Philosophy of the Unconscious）都被提到，而这两部书青年尼采都很熟悉。然而，也没有确凿证据表明尼采直接读过该书。因为施蒂纳从未在尼采任何的出版物、论文、信件中被提到。
但尼采刚刚获得较大范围的读者，有关他是否受到施蒂纳影响的质疑便被提了出来。早在1891年（其时尼采仍在世，但精神疾病已经使他丧失了生活能力），爱德华·封·哈特曼甚至表明他抄袭了施蒂纳。在世纪之交，有关尼采受到施蒂纳影响的观点被传播得如此广泛，以至于成为了一种老生常谈。至少在德国，激起了一位评论家在1907年写道：“在当代德国，施蒂纳的影响占据了惊人的比例，并且与尼采的影响相平行。这两位思想家被认为是一种本质上相同的哲学的倡导者。”
不过，在这场有关施蒂纳对尼采的可能影响——正面的或是负面的、被描述为是“伟大讨论”的一开始，这个观点中的一些严重问题就被指出了。在二十世纪中期，所有论及尼采的作品中如果提到了施蒂纳，有关他的影响的话题就被完全地忽视掉或被抛弃为是不能回答的了。
但是尼采在某种方式上受到施蒂纳影响的观点仍然继续吸引着一些重要的少数人，可能因为有必要合理地解释两人写作中被经常注意到（虽然恐怕是表面上的）的相似性。无论如何，在施蒂纳对尼采可能有影响这一理论中，最重大的问题不仅在于证实尼采是否了解或阅读过施蒂纳时，遇到的困难，也包括明确证实施蒂纳如何以及为何对一个与尼采同样被广泛阅读的人产生了重大影响。

## 个人无政府主义

### 美国的个人无政府主义
在美国，对尼采思想的无政府主义诠释显现出了影响。一位研究者评论道：“的确, 尼采作品的翻译最早很可能出现在《自由》（Liberty）上，一个由本杰明·塔克编辑的无政府主义期刊。”他补充说：“作为一种策略，塔克更偏爱利用尼采的作品，但要以应有的谨慎进行：‘尼采说出了许多极佳的事情——通常，甚至是无政府主义的，但他绝不是无政府主义者。因而对于无政府主义者，就要去精明地利用这位想要成为开拓者的作家。他可以很有益地被利用，但不是作为先知。’”

### 欧洲的个人无政府主义

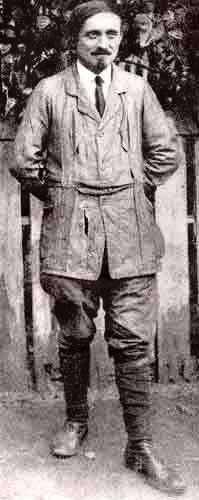
埃米尔·阿尔芒

在欧洲的个人无政府主义圈子中，尼采的影响可能更大。如法国的个人无政府主义者、自由恋爱的倡导者埃米尔·阿尔芒以一种混合了施蒂纳和尼采的语言写作，他将无政府主义者描述为“不依附于党派的先锋，‘非社会’的不顺从者，独立于兽群道德和传统的善与恶之彼岸。一个与众不同物种，有人会说。 他们前进，失足，有时跌倒，有时胜利，有时挫败。但他们仍然前进，为自己而活，这些‘自我主义者’，他们垦开犁沟，他们打开钻口，他们以此超越那些拒绝无政府的人，也唯有他们才能胜过后者。”
意大利个人无政府主义和非法主义者（illegalist）者伦佐·纳威托（Renzo Novatore）同样表明受到尼采的很大影响。“写于1921年前后的《创造性的虚无》（Toward the Creative Nothing）中，显然可以感受到来自尼采的影响，书中一个接一个地攻击基督教、社会主义、民主、法西斯主义，展示其内在的物质上和精神上的贫乏。”在这首散文诗中，他写道：“于你，伟大的事物在于善中也同样在于恶中。但我们生活于善恶之彼岸，因为一切伟大均属于美。”、“甚至是查拉图斯特拉的精神——这位最真的战争的嗜好者和战士最真诚的朋友——也保持着许多令人作呕和可鄙可弃，因为有人听到他大呼：‘对于我，你一定是那些极目而视，搜寻敌人的敌人者。在你们之中一眼可见仇恨在熊熊燃烧。你必须寻找你的敌人，打你的战争。这是为你的思想！如若你的思想屈服，你的诚实正直便会胜利地大呼！’但是，唉，这些解放野蛮人的英雄训诫毫无益处。”

### 拉丁美洲的个人无政府主义
阿根廷无政府主义历史学家安格尔·卡佩莱蒂（Angel Cappelletti）记录说，在阿根廷“本世纪初的二十年从欧洲来的工人中，很奇怪的有一些受尼采哲学影响的、信奉施蒂纳的个人主义者。他们视工团主义为无政府主义意识形态的潜在敌人。他们建立……行动小组（affinity groups），马克斯·耐特劳（Max Nettlau）认为其数量在1912年达到了20个。1911年在科隆出现了杂志El Único（唯一），被定义为个人主义出版物（Publicación individualista）。
维森特·罗哈斯·里兹卡诺（Vicente Rojas Lizcano），笔名为比奥费罗·盘拉斯塔（Biofilo Panclasta），是一位哥伦比亚的个人无政府主义作家和活动家。 1904年开始使用笔名Biofilo Panclasta。"Biofilo"在西班牙语中代表“爱生命者”，"Panclasta"代表“一切的敌人”他走访超过五十个国家宣传无政府主义，他本人深受麦克斯·施蒂纳和尼采影响。他的作品包括Siete años enterrado vivo en una de las mazmorras de Gomezuela: Horripilante relato de un resucitado（1932）和 Mis prisiones, mis destierros y mi vida（1929），谈论作为冒险家、活动家和流浪者的冒险经历，以及他的思想和他多次在不同国家被监禁。

## 无政府工团主义者和无政府共产主义者
美国的无政府主义刊物《无政府：武装起来的渴求》（Anarchy: A Journal of Desire Armed）报道“德国无政府主义者古斯塔夫·兰道尔的主要著作《为了社会主义》（For Socialism）也直接基于尼采的思想。”鲁道夫·拉克（Rudolf Rocker）是另一个敬佩尼采的无政府主义者，无政府工团主义的支持者。“拉克在他的巨著《国家主义和文化》（Nationalism and Culture）中反复引用尼采，用来支撑他的观点，即国家主义和国家权力会对文化造成破坏性影响，因为‘文化总是创造性的’，而‘权力从不是创造性的。’拉克甚至以尼采的引语作为该书的结尾。”拉克的《国家主义与文化》以权力意志理论为开头，驳斥马克思主义。他说：“我们对历史中政治产生的影响追寻得越深入，我们就越确信‘权力意志’至今在人类社会形态的发展中是最强大的动力之一。一切政治和社会事件都是特定的经济条件的结果并且在这些条件中得到解释，这种思想经不起仔细地考量。”拉克还把《查拉图斯特拉如是说》翻译成了意第绪语。
桑希说道：“西班牙的无政府主义者也将他们的阶级政治与对尼采的热望混合在了一起。”默里·布克钦在《西班牙无政府主义者》中，将全国工人联盟和伊比利亚无政府主义联盟（CNT-FAI）的重要成员萨尔瓦多·塞古描述为“尼采个人主义的尊崇者，那个对其而言一切都是允许的超人的尊崇者。”布克钦在他1973年对山姆·道尔戈夫（Sam Dolgoff）著作《无政府主义者之共同体》（The Anarchist Collectives）的介绍中，甚至将工人对社会的重建描述为尼采的事业。他说：“工人必须将他们自身看做人类（human beings），而非阶级性的存在（class beings）；看做创造性的个人，而不是‘无产者’，看作自我肯定的个人（self-affirming individuals），而不是‘大众’……通过将一种‘密切友谊’带入生产过程中，通过降低繁重工作在生产者生活中的作用（role），甚至通过完全的‘重估一切价值’（尼采语），因为它也适用于生产和消费中正如它适用于社会和个人生活中那样，经济的构成必须以此被人性化。”
“在《我不是一个人，我是炸药》中，艾伦·安特立夫（Alan Antliff）用文字描述了印度艺术批评家和反帝国主义者达·库马拉斯瓦米（Ananda Coomaraswamy）如何将尼采的个人主义和精神新生的感觉与克鲁泡特金的经济学和亚洲唯心主义宗教思想结合在了一切。这个结合为反对英国殖民和工业化提供了基础。”

## 无政府女性主义者
虽然尼采的厌女症已广为人知，但他仍得到了两位重要的无政府女性主义作家、活动家的尊崇。她们是埃玛·戈尔德曼和费德丽卡·蒙特瑟尼（Federica Montseny）。

### 埃玛·戈尔德曼
埃玛·戈尔德曼被尼采极为深刻地影响“以至于所有尼采的著作都可以通过他的杂志《地球母亲》（Mother Earth）邮购到”。戈尔德曼对待尼采的态度的最终概括，表露在她的自传《我的生活》（Living My Life）中：“我以为尼采不是一位社会理论家，而是一位诗人，一个反叛者和创造者。他的贵族气质既不源于血统，也非因财富；而在于精神。从此看来，尼采是位无政府主义者，并且所有真正的无政府主义者都是贵族 ，我这样说。”、“在维也纳，一个人可以听到有关德国现代散文、诗歌的有趣讲座。也可以读到年轻的反偶像者们的艺术作品和书信，其中最大胆的便是尼采。他语言的魔力，他意象的美丽，将我带入从未梦及过的高度。我渴望痛读他的每一行文字，但我却没钱没钱买他的书。”戈尔德曼甚至将尼采当做“荣光的无政府主义者”加以“施洗”。埃玛·戈尔德曼“总是将他对自我创生的个人的拥护和一种克鲁泡特金主义的无政府共产主义结合在一起。”

这位重要的无政府主义者在她著名的文集《无政府主义及其他》（Anarchism and Other Essays）的开篇“无政府主义：它究竟意味什么”（"Anarchism: What It Really Stands For"）中，热烈地为尼采和麦克斯·施蒂纳在无政府主义中受到的攻击作辩护，她说道：“读者中最令人沮丧的倾向就是把一句话从一个作品中割裂出来，作为对作者思想和人格的评判标准。比如，尼采被诽谤为是仇恨弱者，因为他相信超人。对那个巨人头脑的浅薄诠释者想不到，超人的想象也在呼唤一种社会状态，其中不会诞生出属于怯懦者和奴隶的种族。”

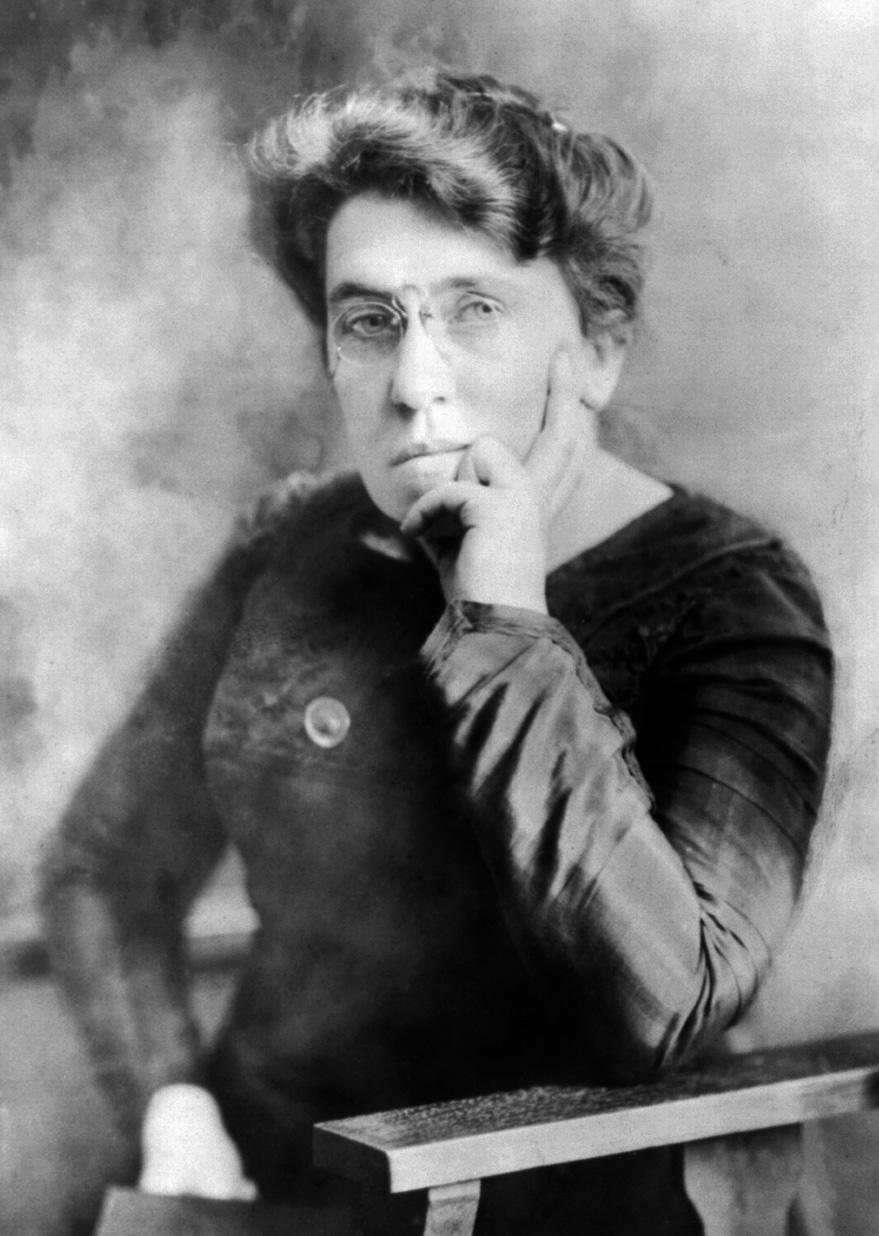
埃玛·戈尔德曼，约1911年

另一处类似的将尼采运用于女权主义批评的情况在 《道德的受害者》（"Victims of Morality"）中，她说道“道德对于已超越善和恶的她而言已不再有恐惧。虽然道德仍会持续地毁灭其受害者，它在现代精神的面前却是彻底无力的，后者以它全部的荣耀照耀在所有男人和女人的眉上，解放了的和无惧的。”
之后在对尼采的女性主义解读中，她这样写道：“尼采的名言‘去见女人的时候，也要一并带上你的鞭子’被认为残忍野蛮，但是尼采在这个句子中表达了女人在上帝面前的姿态……宗教，特别是基督教，宣判女人成为生活中的低贱者，一个奴隶。这阻碍了她的天性、禁锢了她的灵魂，但是基督教并不拥有比女人更坚定、忠诚的支持者了。的确毫无疑问：假如基督教没受到女性支持，那它早就不再是生活中一个要素了。最热诚的教会工作者、奔波在全世界的不知疲倦的传教士是女人，永远在上帝的神坛上牺牲，而正是上帝束缚她的精神、奴役她的身体。”
在颇具争议的她文章《少数对多数》（Minorities Versus Majorities）中，明显的尼采式的主题表现了出来。她写道：“如果让我对我们时代的趋势做个总结的话，我会说，数量。群众，大众的精神，统治一切地方，破坏质量。”“今天，正如当时，公共意见是无所不在的暴政；今天，正如当时，多数就代表了一大群懦夫，意欲接受那反映着自身灵魂和头脑的贫乏的人。” “这即是大众的血，那正被劫掠和利用的，同那些选票骗子一样，我也知道得很。但是我坚持，不是少数的寄生虫，而是大众自身应为这可怕的事态负责。他依附他的主人，爱那鞭子，并且是他第一个喊出‘把我钉死在十字架上吧！’” 

### 费德丽卡·蒙特瑟尼
费德丽卡·蒙特瑟尼是西班牙语个人无政府主义杂志《白色杂志》的编辑，随后作为西班牙的全国工人联盟和伊比利亚无政府主义联盟（CNT-FAI）成员，并是四位接受西班牙人民阵线政府内阁的职位安排的无政府主义者之一，而声名狼藉。“根据理查德·克恩（Richard Kern）（在《红色年代/黑色年代：西班牙无政府主义政治史，1911至1937 [Red Years / Black Years: A Political History of Spanish Anarchism, 1911–1937]）的说法，尼采和麦克斯·施蒂纳，以及剧作家易卜生和无政府主义地理学者以利沙·雷克吕（Elisee Reclus），是她最喜爱的作家。克恩说，她认为：“女性的解放会导致社会革命更快的实现”“反对性别歧视的革命必须来自有智识的和好于战斗的‘未来之女性’。根据这个费德丽卡·蒙特瑟尼的尼采式观念，通过艺术和文学，女性能够实现他们修正自身角色的需求。”

## 存在主义无政府主义

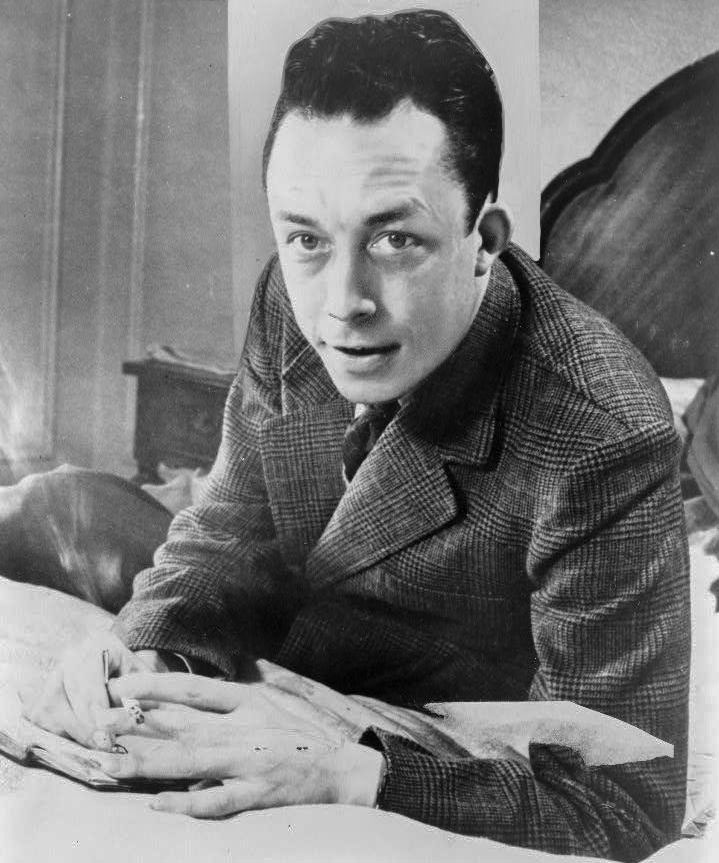
加缪

加缪通常被列为存在主义的支持者（他在一生中一直与这种哲学联系在一起），但是加缪本人拒绝这种标签此外加缪也是有名的马克思主义、马克思主义政权的激烈批评者，他本人与无政府主义结盟。虽然他同时也是现代资本主义社会法西斯主义的批评者。尼采对加缪的影响很为人所知，正因此他的文论《反抗者》呈现了无政府主义的政治观。加缪同样被麦克斯·施蒂纳影响，后者在那本书中也被探讨。“像尼采一样，他也保持对希腊英雄价值和敬仰和对古代美德，如勇气和道义的悲观。在他的哲学中，可以被冠以浪漫价值的事物受到特别的尊重：热情、进入存在本身、感官体验、一瞬间的光荣、世界的美。”“无政府主义联盟（Fédération Anarchiste）的总书记，乔治·方特尼斯（Georges Fontenis）也在《自由意志主义者》（Le Libertaire）中评论了加缪的书（《反抗者》）对于标题中的问题：‘加缪的反抗与我们的一样吗’，他的回答是肯定的。”
在英国，赫伯特·里德（Herbert Read）因深受麦克斯·施蒂纳的影响，随后向存在主义靠拢。他曾这样谈论尼采：“是尼采第一个令我们意识到个人在进步历程中的重要性，这一进步历程仍待发生。”

## 后左翼和暴动无政府主义
后左翼无政府主义者哈基姆·贝（Hakim Bey）在解释他的主要概念“立即达成主义”（immediatism）时，说道：“日常生活被非凡之物——情景的创造——所透入，这情况属于那“物质的、身体的原则”，属于想象，属于现实活生生的构造……仅仅通过从‘幽灵’的催眠（施蒂纳称之为全部的抽象）中苏醒过来，实现了这种即刻性的个人就可以在某种程度上扩大他欢愉的范围；但更多的要通过‘犯罪’来达成，仍更多的要通过在性爱中使自我加倍。由施蒂纳的‘自我所属的个体联盟’（Union of Self-Owning Ones），我们进步到了尼采的‘自由精神’的循环，继而到夏尔·傅立叶的‘激情序列’（Passional Series），加倍且再加倍我们自身，甚至如他者般在群体的性欲中作乘法。”
暴动无政府主义者费罗·方恩（Feral Faun）提出了一套针对身份政治的尼采式的批评，在《欺压的意识形态》（The ideology of victimization）中，他断言存在“女权主义版本的欺压的意识形态，此意识形态促进恐惧和个人的软弱（并进而促进对基于意识形态支持的群体和来自权威的家长式保护的依赖）”。但在最后：“如所有意识形态一样，欺压的意识形态的变种也都是虚幻的意识的种种形式。接受受欺压者这一社会角色——不论是它的何种形式——就是选择不去为自己创造生活，不去探寻个人与社会结构的真实关系。一切局部的解放运动——女权主义、同性恋解放、种族解放、工人运动等等——都以其社会角色来定义个人。因此，这些运动不仅不能逆转现有视角，打破社会角色，允许个人基于他们的热情和欲望来创造现实；它们实际上反对这一逆转。反对使个人保持为主体的社会角色的‘解放’。”

## 后无政府主义

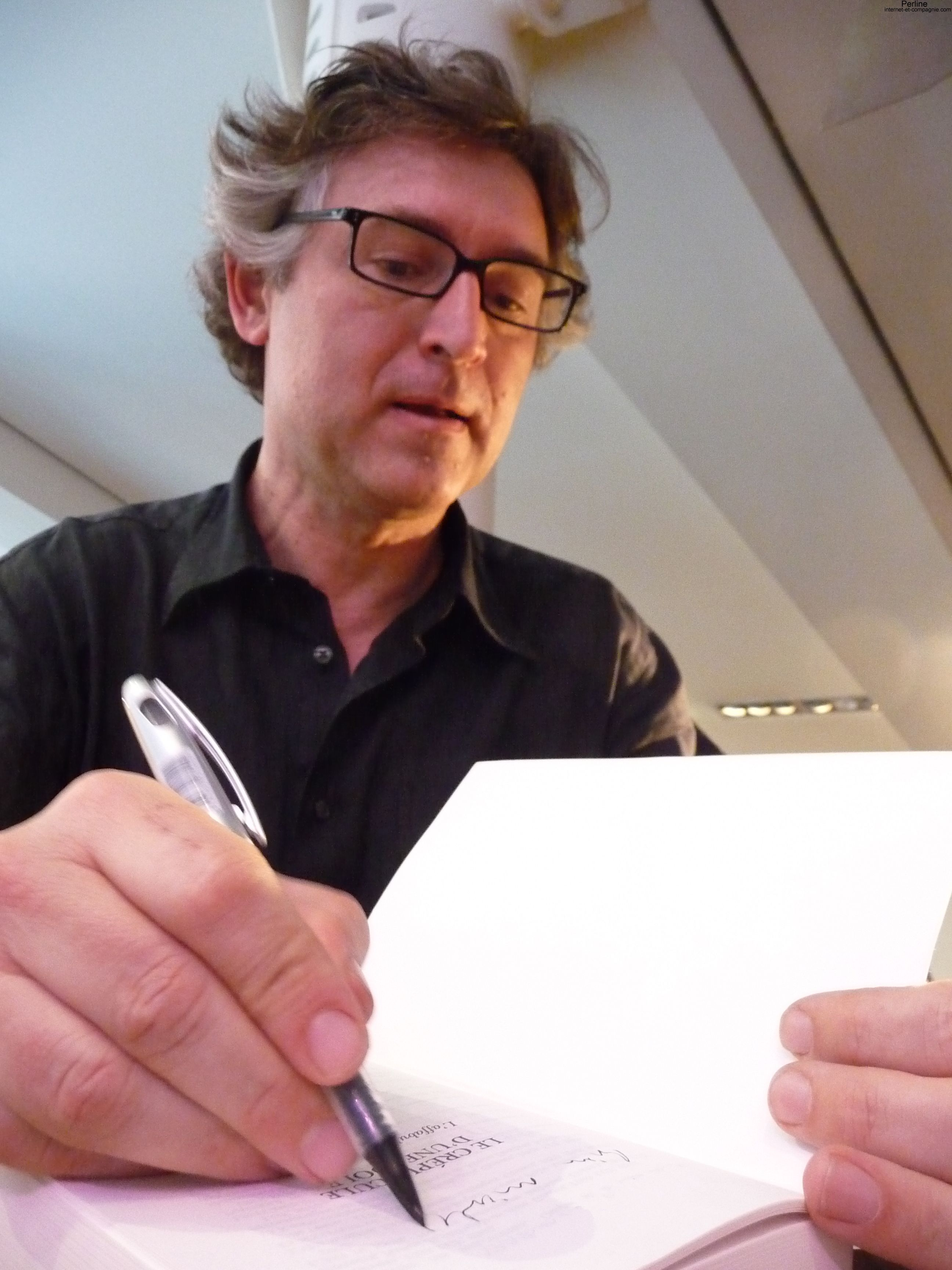
米歇·翁福雷

后无政府主义是无政府主义和后结构主义在当代的融合。后结构主义的主要思想家，如米歇尔·福柯、吉尔·德勒兹，都深受尼采影响，并在早期受乔治·巴塔耶影响。然而在后主政府主义中，英国人索尔·纽曼（Saul Newman）曾写过一篇名为《无政府主义和仇恨政治》（Anarchism and the politics of ressentiment）的文章，其中他指出尼采如何“视无政府主义在根部便被有害的仇恨之杂草所毒化，为一种弱者和可怜人的仇恨政治，奴隶道德。”因而他的文章决意“严正控告无政府主义。”所以他提出“无政府主义如何能变为一种新的‘英雄’哲学，不再反动，却创造价值。”并且他持有一种有关共同体的概念“该共同体富于力量，这是‘主人’的共同体而非‘奴隶’的。这是寻求自我超越的共同体——持续地改变自身，知晓自己这样做的权力，并陶醉这知晓之中。”
近来法国无政府主义和享乐主义哲学家米歇·翁福雷接受了后无政府主义的提法，以此描述其对政治和伦理的态度。他说五月风暴是“一场为终结唯一真相（'One' truth）的尼采式的反叛，为使苦修式的基督教观念消亡，并帮助新的存在的可能性崛起，它为真理多样性提供了证据。”2005年他出版了《论悲剧智慧——尼采文论》（De la sagesse tragique - Essai sur Nietzsche）